# Hervé de Charette
Hervé Marie-Joseph, baron de Charette de La Contrie (Parijs 30 juli 1938) is een Frans centristisch en liberaal politicus.
Hervé de Charette is afkomstig uit een adellijk geslacht. Een van zijn voorouders is ridder François de Charette (1763-1796), een royalistisch leider ten tijde van de Franse Revolutie. Hij voltooide in 1966 zijn opleiding aan de EDA en was sindsdien verbonden aan de Raad van State. Vanaf 1973 was hij werkzaam op verschillende ministeries.
In 1986 werd hij voor het departement Nièvre in de Nationale Vergadering gekozen. Hij nam zitting in de fractie van de Union pour la démocratie française (UDF). Hij was maar enkele maanden parlementariër om vervolgens van 1986 tot 1988 het ambt van minister van Openbare Dienstverlening te bekleden en van 1993 tot 1995 diende hij als minister van Volkshuisvesting. President Chirac benoemde hem op 18 mei 1995 tot minister van Buitenlandse Zaken hetgeen hij tot 2 juni 1997.
Van 1988 tot 1993 en van 1997 tot 2012 was hij wederom lid van de Nationale Vergadering, nu voor het departement Maine-et-Loire.
Persoonlijk loyaal aan oud-president Valéry Giscard d'Estaing richtte hij in 1995 de Parti populaire pour la démocratie française (PPDF) op, een verzamelplaats van aanhangers van de oud-president. Charette was voorzitter van de PPDF en bleef dit na de naamswijziging in Convention démocrate (CD) in 2002 toen Charette en diens volgelingen de overstap maakten van de UDF naar de UMP van president Jacques Chirac. Hij verliet in 2010 de UMP omdat de partij in zijn ogen te ver naar rechts was opgeschoven. De CD volgde hem in dit besluit en Charette en diens partij sloten zich aan bij het Nouveau Centre, een van de opvolgers van de oude UDF.
Sinds 2012 is Hervé de Charette lid van de Union des démocrates et indépendants (UDI).
Van maart 1989 tot maart 2014 was Charette burgemeester van Saint-Florent-le-Vieil. Daarnaast bekleedde hij nog diverse functies en ambten binnen het lokale bestuur.